# 2017-es férfi kézilabda-világbajnokság (selejtező)
A 2017-es férfi kézilabda-világbajnokság európai selejtezőjét két körben rendezték. Az első körben az a 22 csapat vett részt, amely nem kvalifikálta magát a 2016-os Európa-bajnokságra. Az első körös csapatokat hat csoportba osztották, ahol körmérkőzést játszottak egymással. A csoportgyőztesek jutottak be a selejtező második körébe, ahol csatlakoztak hozzájuk a 2016-os Európa-bajnokság utolsó 12 helyén végzett csapatok. A 18 csapatot összesorsolták egymással, és a párharcok kilenc győztese kvalifikálja magát a 2017-es világbajnokságra.

## Első forduló
Az első forduló sorsolását 2015. június 17-én tartották.

### 1-es csoport
| #  | Csapat              | M | Gy | D | V | G+  | G–  | Gk  | P  |
| -- | ------------------- | - | -- | - | - | --- | --- | --- | -- |
| 1. | Bosznia-Hercegovina | 6 | 5  | 1 | 0 | 187 | 152 | +35 | 11 |
| 2. | Szlovákia           | 6 | 3  | 1 | 2 | 162 | 142 | +20 | 7  |
| 3. | Litvánia            | 6 | 2  | 2 | 2 | 166 | 156 | +10 | 6  |
| 4. | Koszovó             | 6 | 0  | 0 | 6 | 145 | 210 | –65 | 0  |

| 2015. november 4. 19:00 | Koszovó | 26–30       | Litvánia                 | Shani Nushi Sports Hall, Gjakovë Nézőszám: 2,200 Játékvezetők: Hájek, Macho (CZE) |
| 2015. november 4. 19:00 | Hoxha 6 | (8–15)      | Drabavičius, Petreikis 6 | Shani Nushi Sports Hall, Gjakovë Nézőszám: 2,200 Játékvezetők: Hájek, Macho (CZE) |
| 2015. november 4. 19:00 | 3× 3×   | Jegyzőkönyv | 6× 2×                    | Shani Nushi Sports Hall, Gjakovë Nézőszám: 2,200 Játékvezetők: Hájek, Macho (CZE) |

| 2015. november 4. 20:15 | Bosznia-Hercegovina | 29–25       | Szlovákia | KSPC Mejdan, Tuzla Nézőszám: 5,000 Játékvezetők: Olesen, Pedersen (DEN) |
| 2015. november 4. 20:15 | Prce 9              | (14–14)     | Antl 8    | KSPC Mejdan, Tuzla Nézőszám: 5,000 Játékvezetők: Olesen, Pedersen (DEN) |
| 2015. november 4. 20:15 | 7× 3× 1×            | Jegyzőkönyv | 6× 3×     | KSPC Mejdan, Tuzla Nézőszám: 5,000 Játékvezetők: Olesen, Pedersen (DEN) |

| 2015. november 7. 18:00 | Szlovákia | 38–20       | Koszovó  | Športová hala Na Zábraní, Galgóc Nézőszám: 1,400 Játékvezetők: Lillepea, Kull (EST) |
| 2015. november 7. 18:00 | Urban 10  | (19–11)     | Jupa 6   | Športová hala Na Zábraní, Galgóc Nézőszám: 1,400 Játékvezetők: Lillepea, Kull (EST) |
| 2015. november 7. 18:00 | 6× 3×     | Jegyzőkönyv | 5× 3× 1× | Športová hala Na Zábraní, Galgóc Nézőszám: 1,400 Játékvezetők: Lillepea, Kull (EST) |

| 2015. november 8. 18:00 | Litvánia    | 27–27       | Bosznia-Hercegovina | Kaunas Sports Hall, Kaunas Nézőszám: 1,500 Játékvezetők: Álvarez, Bustamante (ESP) |
| 2015. november 8. 18:00 | Petreikis 8 | (12–14)     | Prce 6              | Kaunas Sports Hall, Kaunas Nézőszám: 1,500 Játékvezetők: Álvarez, Bustamante (ESP) |
| 2015. november 8. 18:00 | 6× 3× 1×    | Jegyzőkönyv | 4× 3×               | Kaunas Sports Hall, Kaunas Nézőszám: 1,500 Játékvezetők: Álvarez, Bustamante (ESP) |

| 2016. január 6. 19:15 | Koszovó   | 29–33       | Bosznia-Hercegovina | Shani Nushi Sports Hall, Gjakovë Nézőszám: 1,000 Játékvezetők: Cindrić, Gonzurek (CRO) |
| 2016. január 6. 19:15 | Terziqi 9 | (13–17)     | Prce 9              | Shani Nushi Sports Hall, Gjakovë Nézőszám: 1,000 Játékvezetők: Cindrić, Gonzurek (CRO) |
| 2016. január 6. 19:15 | 2× 3×     | Jegyzőkönyv | 2×                  | Shani Nushi Sports Hall, Gjakovë Nézőszám: 1,000 Játékvezetők: Cindrić, Gonzurek (CRO) |

| 2016. január 7. 19:00 | Litvánia     | 18–18       | Szlovákia | Kaunas Sports Hall, Kaunas Nézőszám: 2,000 Játékvezetők: Baumgart, Wild (GER) |
| 2016. január 7. 19:00 | Bernatonis 6 | (10–7)      | Urban 7   | Kaunas Sports Hall, Kaunas Nézőszám: 2,000 Játékvezetők: Baumgart, Wild (GER) |
| 2016. január 7. 19:00 | 4× 3×        | Jegyzőkönyv | 4× 3×     | Kaunas Sports Hall, Kaunas Nézőszám: 2,000 Játékvezetők: Baumgart, Wild (GER) |

| 2016. január 9. 18:00 | Szlovákia | 31–27       | Litvánia      | Športová hala Na Zábraní, Galgóc Nézőszám: 1,800 Játékvezetők: Katsikis, Michailidis (GRE) |
| 2016. január 9. 18:00 | Antl 6    | (19–10)     | Malašinskas 6 | Športová hala Na Zábraní, Galgóc Nézőszám: 1,800 Játékvezetők: Katsikis, Michailidis (GRE) |
| 2016. január 9. 18:00 | 7× 4×     | Jegyzőkönyv | 4× 2×         | Športová hala Na Zábraní, Galgóc Nézőszám: 1,800 Játékvezetők: Katsikis, Michailidis (GRE) |

| 2016. január 9. 20:15 | Bosznia-Hercegovina | 41–25       | Koszovó | KSPC Mejdan, Tuzla Nézőszám: 3,500 Játékvezetők: Ben-Dan, Faran |
| 2016. január 9. 20:15 | Ovčina 9            | (18–13)     | Jupa 5  | KSPC Mejdan, Tuzla Nézőszám: 3,500 Játékvezetők: Ben-Dan, Faran |
| 2016. január 9. 20:15 | 7× 3×               | Jegyzőkönyv | 6× 2×   | KSPC Mejdan, Tuzla Nézőszám: 3,500 Játékvezetők: Ben-Dan, Faran |

| 2016. január 13. 18:00 | Szlovákia | 24–26       | Bosznia-Hercegovina | Športová hala Na Zábraní, Galgóc Nézőszám: 1,888 Játékvezetők: Hansen, Pettersen (NOR) |
| 2016. január 13. 18:00 | Antl 6    | (12–13)     | Zulfić 6            | Športová hala Na Zábraní, Galgóc Nézőszám: 1,888 Játékvezetők: Hansen, Pettersen (NOR) |
| 2016. január 13. 18:00 | 3× 3× 1×  | Jegyzőkönyv | 6× 3×               | Športová hala Na Zábraní, Galgóc Nézőszám: 1,888 Játékvezetők: Hansen, Pettersen (NOR) |

| 2016. január 13. 19:00 | Litvánia        | 42–23       | Koszovó | Kaunas Sports Hall, Kaunas Nézőszám: 1,200 Játékvezetők: Butskevich, Butskevich |
| 2016. január 13. 19:00 | három játékos 7 | (21–11)     | Jupa 9  | Kaunas Sports Hall, Kaunas Nézőszám: 1,200 Játékvezetők: Butskevich, Butskevich |
| 2016. január 13. 19:00 | 3× 3×           | Jegyzőkönyv | 4× 3×   | Kaunas Sports Hall, Kaunas Nézőszám: 1,200 Játékvezetők: Butskevich, Butskevich |

| 2016. január 17. 17:00 | Koszovó              | 22–26       | Szlovákia | Shani Nushi Sports Hall, Gjakovë Nézőszám: 700 Játékvezetők: Čerņavskis, Bogdanovs (LAT) |
| 2016. január 17. 17:00 | Krasniqi, Ramadani 5 | (12–15)     | Urban 8   | Shani Nushi Sports Hall, Gjakovë Nézőszám: 700 Játékvezetők: Čerņavskis, Bogdanovs (LAT) |
| 2016. január 17. 17:00 | 4× 3×                | Jegyzőkönyv | 3× 2×     | Shani Nushi Sports Hall, Gjakovë Nézőszám: 700 Játékvezetők: Čerņavskis, Bogdanovs (LAT) |

| 2016. január 17. 20:15 | Bosznia-Hercegovina | 31–22       | Litvánia    | KSPC Mejdan, Tuzla Nézőszám: 4,000 Játékvezetők: Miklós, Hucker (HUN) |
| 2016. január 17. 20:15 | Malinović 6         | (15–14)     | Petreikis 6 | KSPC Mejdan, Tuzla Nézőszám: 4,000 Játékvezetők: Miklós, Hucker (HUN) |
| 2016. január 17. 20:15 | 4× 3×               | Jegyzőkönyv | 4× 1×       | KSPC Mejdan, Tuzla Nézőszám: 4,000 Játékvezetők: Miklós, Hucker (HUN) |

### 2-es csoport

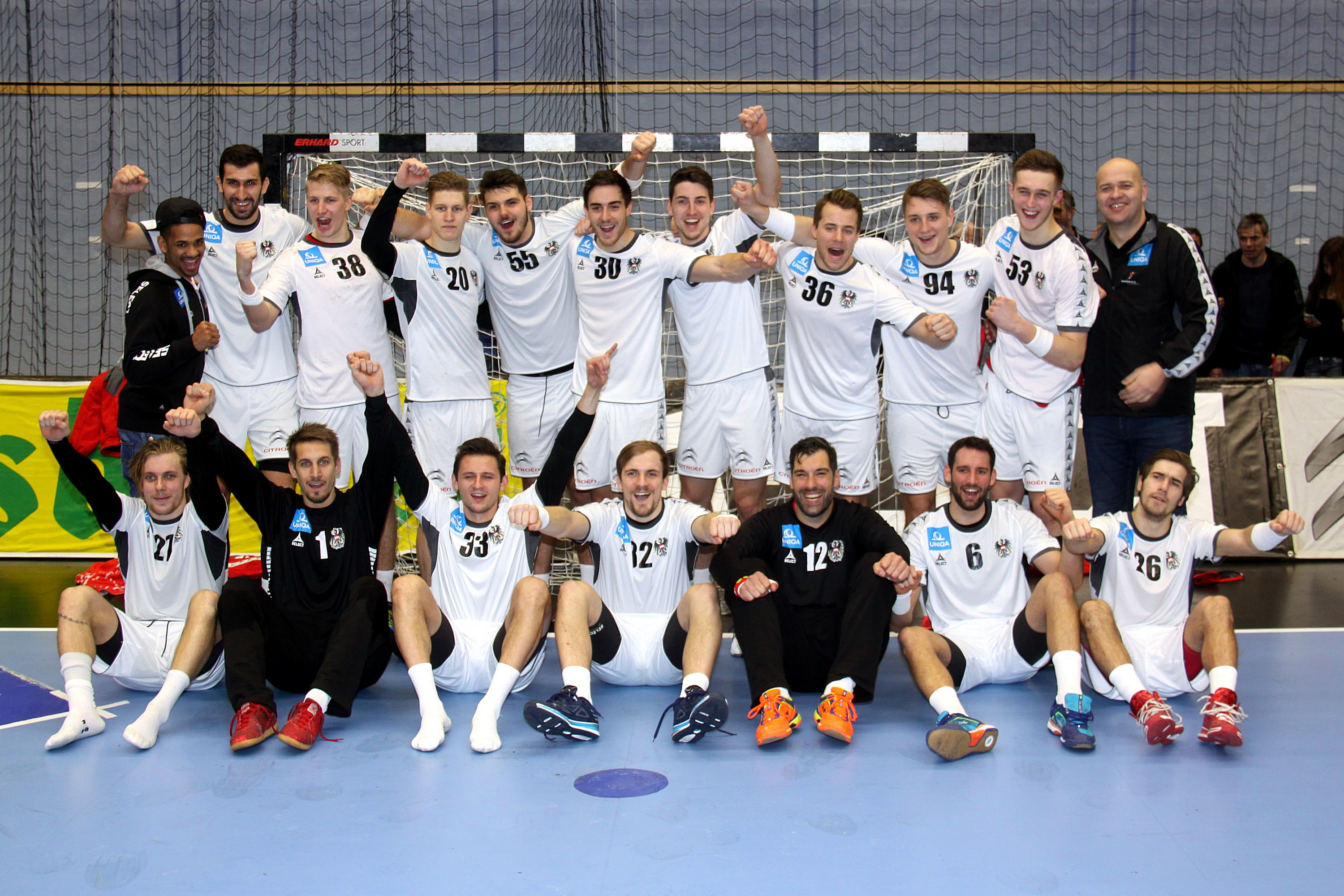
Champion of
Group 2: Austria

| #  | Csapat      | M | Gy | D | V | G+  | G–  | Gk  | P  |
| -- | ----------- | - | -- | - | - | --- | --- | --- | -- |
| 1. | Ausztria    | 6 | 5  | 0 | 1 | 190 | 151 | +39 | 10 |
| 2. | Románia     | 6 | 5  | 0 | 1 | 191 | 156 | +35 | 10 |
| 3. | Olaszország | 6 | 1  | 0 | 5 | 148 | 180 | –32 | 2  |
| 4. | Finnország  | 6 | 1  | 0 | 5 | 144 | 186 | –42 | 2  |

| 2015. november 4. 19:30 | Olaszország | 27–19       | Finnország | Palavis di Lavis, Lavis Nézőszám: 1,100 Játékvezetők: Cabrejas, Sánchez (ESP) |
| 2015. november 4. 19:30 | Turkovic 7  | (12–11)     | Tamminen 5 | Palavis di Lavis, Lavis Nézőszám: 1,100 Játékvezetők: Cabrejas, Sánchez (ESP) |
| 2015. november 4. 19:30 | 6× 3×       | Jegyzőkönyv | 7× 2× 1×   | Palavis di Lavis, Lavis Nézőszám: 1,100 Játékvezetők: Cabrejas, Sánchez (ESP) |

| 2015. november 4. 20:25 | Ausztria        | 27–24       | Románia   | Bundessport- und Freizeitzentrum Südstadt, Maria Enzersdorf Nézőszám: 1,500 Játékvezetők: Togstad, Kristiansen (NOR) |
| 2015. november 4. 20:25 | három játékos 6 | (13–9)      | Ghionea 9 | Bundessport- und Freizeitzentrum Südstadt, Maria Enzersdorf Nézőszám: 1,500 Játékvezetők: Togstad, Kristiansen (NOR) |
| 2015. november 4. 20:25 | 3× 3×           | Jegyzőkönyv | 3× 3×     | Bundessport- und Freizeitzentrum Südstadt, Maria Enzersdorf Nézőszám: 1,500 Játékvezetők: Togstad, Kristiansen (NOR) |

| 2015. november 7. 17:00 | Finnország  | 29–32       | Ausztria | Energia Areena, Vantaa Nézőszám: 1,300 Játékvezetők: Pandžić, Šatordžija (BIH) |
| 2015. november 7. 17:00 | Tamminen 11 | (11–13)     | Zeiner 7 | Energia Areena, Vantaa Nézőszám: 1,300 Játékvezetők: Pandžić, Šatordžija (BIH) |
| 2015. november 7. 17:00 | 5× 3×       | Jegyzőkönyv | 5× 3×    | Energia Areena, Vantaa Nézőszám: 1,300 Játékvezetők: Pandžić, Šatordžija (BIH) |

| 2015. november 8. 18:00 | Románia    | 35–22       | Olaszország | Sala Polivalentă, Călărași Nézőszám: 1,500 Játékvezetők: Herczeg, Südi (HUN) |
| 2015. november 8. 18:00 | Sadoveac 6 | (13–12)     | Turkovic 9  | Sala Polivalentă, Călărași Nézőszám: 1,500 Játékvezetők: Herczeg, Südi (HUN) |
| 2015. november 8. 18:00 | 8× 3×      | Jegyzőkönyv | 5× 2×       | Sala Polivalentă, Călărași Nézőszám: 1,500 Játékvezetők: Herczeg, Südi (HUN) |

| 2016. január 6. 16:00 | Finnország | 21–34       | Románia   | Energia Areena, Vantaa Nézőszám: 800 Játékvezetők: Kurtagic, Wetterwik (SWE) |
| 2016. január 6. 16:00 | Sundberg 6 | (9–20)      | Ghionea 7 | Energia Areena, Vantaa Nézőszám: 800 Játékvezetők: Kurtagic, Wetterwik (SWE) |
| 2016. január 6. 16:00 | 2× 3×      | Jegyzőkönyv | 6× 2×     | Energia Areena, Vantaa Nézőszám: 800 Játékvezetők: Kurtagic, Wetterwik (SWE) |

| 2016. január 6. 18:00 | Olaszország | 27–40       | Ausztria | PalaTrieste, Trieszt Nézőszám: 3,290 Játékvezetők: Gasmi, Gasmi (FRA) |
| 2016. január 6. 18:00 | Skatar 7    | (12–16)     | Bilyk 9  | PalaTrieste, Trieszt Nézőszám: 3,290 Játékvezetők: Gasmi, Gasmi (FRA) |
| 2016. január 6. 18:00 | 5× 3×       | Jegyzőkönyv | 3× 3×    | PalaTrieste, Trieszt Nézőszám: 3,290 Játékvezetők: Gasmi, Gasmi (FRA) |

| 2016. január 9. 20:25 | Ausztria | 30–19       | Olaszország | Bundessport- und Freizeitzentrum Südstadt, Maria Enzersdorf Nézőszám: 1,500 Játékvezetők: Budzák, Záhradník (SVK) |
| 2016. január 9. 20:25 | Santos 8 | (15–9)      | Turkovic 9  | Bundessport- und Freizeitzentrum Südstadt, Maria Enzersdorf Nézőszám: 1,500 Játékvezetők: Budzák, Záhradník (SVK) |
| 2016. január 9. 20:25 | 2× 3×    | Jegyzőkönyv | 3× 2×       | Bundessport- und Freizeitzentrum Südstadt, Maria Enzersdorf Nézőszám: 1,500 Játékvezetők: Budzák, Záhradník (SVK) |

| 2016. január 10. 20:30 | Románia   | 36–29       | Finnország | Sala Sporturilor „Lascăr Pană”, Nagybánya Nézőszám: 1,300 Játékvezetők: Boričić, Marković (SRB) |
| 2016. január 10. 20:30 | Ghionea 9 | (19–11)     | Tamminen 9 | Sala Sporturilor „Lascăr Pană”, Nagybánya Nézőszám: 1,300 Játékvezetők: Boričić, Marković (SRB) |
| 2016. január 10. 20:30 | 4× 3×     | Jegyzőkönyv | 5× 3×      | Sala Sporturilor „Lascăr Pană”, Nagybánya Nézőszám: 1,300 Játékvezetők: Boričić, Marković (SRB) |

| 2016. január 13. 18:30 | Finnország | 26–25       | Olaszország | Energia Areena, Vantaa Nézőszám: 500 Játékvezetők: Brodbeck, Reich (GER) |
| 2016. január 13. 18:30 | Koljonen 6 | (12–12)     | Skatar 9    | Energia Areena, Vantaa Nézőszám: 500 Játékvezetők: Brodbeck, Reich (GER) |
| 2016. január 13. 18:30 | 5× 3×      | Jegyzőkönyv | 4× 3×       | Energia Areena, Vantaa Nézőszám: 500 Játékvezetők: Brodbeck, Reich (GER) |

| 2016. január 14. 18:00 | Románia         | 32–29       | Ausztria | Sala Sporturilor „Lascăr Pană”, Nagybánya Nézőszám: 2,080 Játékvezetők: Vitaku, Vitaku (KOS) |
| 2016. január 14. 18:00 | Mocanu, Ramba 7 | (15–15)     | Bilyk 9  | Sala Sporturilor „Lascăr Pană”, Nagybánya Nézőszám: 2,080 Játékvezetők: Vitaku, Vitaku (KOS) |
| 2016. január 14. 18:00 | 5× 3× 1×        | Jegyzőkönyv | 5× 3×    | Sala Sporturilor „Lascăr Pană”, Nagybánya Nézőszám: 2,080 Játékvezetők: Vitaku, Vitaku (KOS) |

| 2016. január 16. 18:30 | Olaszország | 28–30       | Románia   | Pala San Giacomo, Conversano Nézőszám: 2,400 Játékvezetők: Lah, Sok (SLO) |
| 2016. január 16. 18:30 | Maione 6    | (16–15)     | Ghionea 8 | Pala San Giacomo, Conversano Nézőszám: 2,400 Játékvezetők: Lah, Sok (SLO) |
| 2016. január 16. 18:30 | 6× 3×       | Jegyzőkönyv | 4× 2×     | Pala San Giacomo, Conversano Nézőszám: 2,400 Játékvezetők: Lah, Sok (SLO) |

| 2016. január 17. 16:00 | Ausztria | 32–20       | Finnország      | Bundessport- und Freizeitzentrum Südstadt, Maria Enzersdorf Nézőszám: 1,500 Játékvezetők: Argyridis, Mouttas (CYP) |
| 2016. január 17. 16:00 | Bilyk 7  | (17–12)     | három játékos 4 | Bundessport- und Freizeitzentrum Südstadt, Maria Enzersdorf Nézőszám: 1,500 Játékvezetők: Argyridis, Mouttas (CYP) |
| 2016. január 17. 16:00 | 3× 3×    | Jegyzőkönyv | 3× 3×           | Bundessport- und Freizeitzentrum Südstadt, Maria Enzersdorf Nézőszám: 1,500 Játékvezetők: Argyridis, Mouttas (CYP) |

### 3-as csoport
| #  | Csapat      | M | Gy | D | V | G+  | G–  | Gk  | P  |
| -- | ----------- | - | -- | - | - | --- | --- | --- | -- |
| 1. | Lettország  | 6 | 5  | 1 | 0 | 161 | 121 | +40 | 11 |
| 2. | Ukrajna     | 6 | 3  | 0 | 3 | 149 | 125 | +24 | 6  |
| 3. | Görögország | 6 | 2  | 1 | 3 | 148 | 160 | –12 | 5  |
| 4. | Ciprus      | 6 | 1  | 0 | 5 | 123 | 175 | –52 | 2  |

| 2015. november 4. 19:15 | Lettország   | 31–22       | Görögország    | Sports Centre Dobele, Dobele Nézőszám: 1,200 Játékvezetők: Opava, Válek (CZE) |
| 2015. november 4. 19:15 | Krištopāns 8 | (15–12)     | Papadopoulos 8 | Sports Centre Dobele, Dobele Nézőszám: 1,200 Játékvezetők: Opava, Válek (CZE) |
| 2015. november 4. 19:15 | 3× 1×        | Jegyzőkönyv | 4× 3×          | Sports Centre Dobele, Dobele Nézőszám: 1,200 Játékvezetők: Opava, Válek (CZE) |

| 2015. november 4. 19:30 | Ciprus    | 13–27       | Ukrajna | University of Cyprus Athletic Center, Nicosia Nézőszám: 200 Játékvezetők: Lindenbaum, Laron (ISR) |
| 2015. november 4. 19:30 | Argyrou 4 | (9–13)      | Zhuk 7  | University of Cyprus Athletic Center, Nicosia Nézőszám: 200 Játékvezetők: Lindenbaum, Laron (ISR) |
| 2015. november 4. 19:30 | 4× 3×     | Jegyzőkönyv | 6× 3×   | University of Cyprus Athletic Center, Nicosia Nézőszám: 200 Játékvezetők: Lindenbaum, Laron (ISR) |

| 2015. november 8. 15:00 | Görögország    | 31–27       | Ciprus      | Sport Hall "Koukouli", Pátra Nézőszám: 300 Játékvezetők: Scevola, Alperan (ITA) |
| 2015. november 8. 15:00 | Papadopoulos 8 | (9–9)       | Nikiforou 8 | Sport Hall "Koukouli", Pátra Nézőszám: 300 Játékvezetők: Scevola, Alperan (ITA) |
| 2015. november 8. 15:00 | 2× 3×          | Jegyzőkönyv | 3× 3×       | Sport Hall "Koukouli", Pátra Nézőszám: 300 Játékvezetők: Scevola, Alperan (ITA) |

| 2015. november 8. 17:00 | Ukrajna | 18–23       | Lettország | National University of Sport, Kijev Nézőszám: 800 Játékvezetők: Šniurevičius, Mykolaitis (LTU) |
| 2015. november 8. 17:00 | Tilte 7 | (8–6)       | Jurdžs 9   | National University of Sport, Kijev Nézőszám: 800 Játékvezetők: Šniurevičius, Mykolaitis (LTU) |
| 2015. november 8. 17:00 | 5× 2×   | Jegyzőkönyv | 2× 2×      | National University of Sport, Kijev Nézőszám: 800 Játékvezetők: Šniurevičius, Mykolaitis (LTU) |

| 2016. január 7. 17:00 | Ukrajna   | 25–27       | Görögország     | Palace of Sports, Kijev Nézőszám: 300 Játékvezetők: Sirbu, Suponicov (MDA) |
| 2016. január 7. 17:00 | Zhukov 10 | (16–13)     | három játékos 5 | Palace of Sports, Kijev Nézőszám: 300 Játékvezetők: Sirbu, Suponicov (MDA) |
| 2016. január 7. 17:00 | 2× 3×     | Jegyzőkönyv | 2× 3×           | Palace of Sports, Kijev Nézőszám: 300 Játékvezetők: Sirbu, Suponicov (MDA) |

| 2016. január 7. 19:00 | Ciprus    | 20–28       | Lettország   | University of Cyprus Athletic Center, Nicosia Nézőszám: 450 Játékvezetők: Geraets, Geraets (NED) |
| 2016. január 7. 19:00 | Argyrou 7 | (5–14)      | Krištopāns 7 | University of Cyprus Athletic Center, Nicosia Nézőszám: 450 Játékvezetők: Geraets, Geraets (NED) |
| 2016. január 7. 19:00 | 5× 3× 1×  | Jegyzőkönyv | 1× 2×        | University of Cyprus Athletic Center, Nicosia Nézőszám: 450 Játékvezetők: Geraets, Geraets (NED) |

| 2016. január 10. 15:00 | Görögország             | 21–27       | Ukrajna | Mikra 3, Szaloniki Nézőszám: 900 Játékvezetők: Cvetko, Kavalar (SLO) |
| 2016. január 10. 15:00 | Mallios, Papadopoulos 5 | (10–17)     | Tilte 8 | Mikra 3, Szaloniki Nézőszám: 900 Játékvezetők: Cvetko, Kavalar (SLO) |
| 2016. január 10. 15:00 | 2× 2×                   | Jegyzőkönyv | 2× 3×   | Mikra 3, Szaloniki Nézőszám: 900 Játékvezetők: Cvetko, Kavalar (SLO) |

| 2016. január 10. 17:05 | Lettország  | 34–17       | Ciprus      | Vidzemes Olympic Centre, Valmiera Nézőszám: 650 Játékvezetők: Jovchev, Jonchev (BUL) |
| 2016. január 10. 17:05 | Pavlovičs 9 | (15–10)     | Mpotsaris 6 | Vidzemes Olympic Centre, Valmiera Nézőszám: 650 Játékvezetők: Jovchev, Jonchev (BUL) |
| 2016. január 10. 17:05 | 3× 2×       | Jegyzőkönyv | 6× 2×       | Vidzemes Olympic Centre, Valmiera Nézőszám: 650 Játékvezetők: Jovchev, Jonchev (BUL) |

| 2016. január 13. 18:10 | Görögország    | 23–23       | Lettország | Mikra 3, Szaloniki Nézőszám: 600 Játékvezetők: Jorum, Kleven (NOR) |
| 2016. január 13. 18:10 | Papadopoulos 8 | (10–12)     | Jurdžs 7   | Mikra 3, Szaloniki Nézőszám: 600 Játékvezetők: Jorum, Kleven (NOR) |
| 2016. január 13. 18:10 | 5× 2×          | Jegyzőkönyv | 5× 3× 1×   | Mikra 3, Szaloniki Nézőszám: 600 Játékvezetők: Jorum, Kleven (NOR) |

| 2016. január 14. 17:00 | Ukrajna           | 31–19       | Ciprus       | Palace of Sports, Kijev Nézőszám: 550 Játékvezetők: Sager, Styger (SUI) |
| 2016. január 14. 17:00 | Akimenko, Tilte 7 | (11–8)      | J. Argyrou 5 | Palace of Sports, Kijev Nézőszám: 550 Játékvezetők: Sager, Styger (SUI) |
| 2016. január 14. 17:00 | 2× 2×             | Jegyzőkönyv | 1× 3×        | Palace of Sports, Kijev Nézőszám: 550 Játékvezetők: Sager, Styger (SUI) |

| 2016. január 17. 15:05 | Lettország   | 22–21       | Ukrajna    | Vidzemes Olympic Centre, Valmiera Nézőszám: 11,507 Játékvezetők: Aliyev, Aghakishiyev (AZE) |
| 2016. január 17. 15:05 | Krištopāns 7 | (13–10)     | Akimenko 9 | Vidzemes Olympic Centre, Valmiera Nézőszám: 11,507 Játékvezetők: Aliyev, Aghakishiyev (AZE) |
| 2016. január 17. 15:05 | 3× 3×        | Jegyzőkönyv | 3× 3×      | Vidzemes Olympic Centre, Valmiera Nézőszám: 11,507 Játékvezetők: Aliyev, Aghakishiyev (AZE) |

| 2016. január 17. 17:00 | Ciprus    | 27–24       | Görögország    | University of Cyprus Athletic Center, Nicosia Nézőszám: 400 Játékvezetők: Bonifert, Oláh (HUN) |
| 2016. január 17. 17:00 | Argyrou 6 | (14–12)     | Papadopoulos 8 | University of Cyprus Athletic Center, Nicosia Nézőszám: 400 Játékvezetők: Bonifert, Oláh (HUN) |
| 2016. január 17. 17:00 | 6× 3×     | Jegyzőkönyv | 7× 3× 1×       | University of Cyprus Athletic Center, Nicosia Nézőszám: 400 Játékvezetők: Bonifert, Oláh (HUN) |

### 4-es csoport
A csapatok megegyeztek egymással, hogy egyetlen helyszínen, három nap alatt egy mini bajnokság keretében mérkőznek meg egymással.
| #  | Csapat     | M | Gy | D | V | G+  | G– | Gk  | P |
| -- | ---------- | - | -- | - | - | --- | -- | --- | - |
| 1. | Portugália | 3 | 2  | 1 | 0 | 101 | 71 | +30 | 5 |
| 2. | Izrael     | 3 | 2  | 0 | 1 | 76  | 80 | –4  | 4 |
| 3. | Észtország | 3 | 0  | 2 | 1 | 78  | 81 | –3  | 2 |
| 4. | Grúzia     | 3 | 0  | 1 | 2 | 66  | 89 | –23 | 1 |

| 2015. november 5. 17:15 | Portugália | 28–28       | Észtország | Drive in Arena, Tel-Aviv Nézőszám: 100 Játékvezetők: Mitrevski, Todorovski (MKD) |
| 2015. november 5. 17:15 | Rocha 6    | (14–14)     | Patrail 11 | Drive in Arena, Tel-Aviv Nézőszám: 100 Játékvezetők: Mitrevski, Todorovski (MKD) |
| 2015. november 5. 17:15 | 3× 3×      | Jegyzőkönyv | 3× 3×      | Drive in Arena, Tel-Aviv Nézőszám: 100 Játékvezetők: Mitrevski, Todorovski (MKD) |

| 2015. november 5. 19:40 | Izrael | 27–19       | Grúzia      | Drive in Arena, Tel-Aviv Nézőszám: 1,400 Játékvezetők: Dzērve, Rutkovskis (LAT) |
| 2015. november 5. 19:40 | Levy 5 | (13–8)      | Chikovani 7 | Drive in Arena, Tel-Aviv Nézőszám: 1,400 Játékvezetők: Dzērve, Rutkovskis (LAT) |
| 2015. november 5. 19:40 | 4× 3×  | Jegyzőkönyv | 6× 3× 1×    | Drive in Arena, Tel-Aviv Nézőszám: 1,400 Játékvezetők: Dzērve, Rutkovskis (LAT) |

| 2015. november 6. 16:00 | Észtország | 25–28       | Izrael             | Drive in Arena, Tel-Aviv Nézőszám: 1,400 Játékvezetők: Mitrevski, Todorovski (MKD) |
| 2015. november 6. 16:00 | Rooba 8    | (13–14)     | Kofman, Pomeranz 8 | Drive in Arena, Tel-Aviv Nézőszám: 1,400 Játékvezetők: Mitrevski, Todorovski (MKD) |
| 2015. november 6. 16:00 | 3× 3×      | Jegyzőkönyv | 4× 3×              | Drive in Arena, Tel-Aviv Nézőszám: 1,400 Játékvezetők: Mitrevski, Todorovski (MKD) |

| 2015. november 6. 18:15 | Grúzia         | 22–37       | Portugália | Drive in Arena, Tel-Aviv Nézőszám: 200 Játékvezetők: Dzērve, Rutkovskis (LAT) |
| 2015. november 6. 18:15 | Datukashvili 6 | (10–17)     | Areia 9    | Drive in Arena, Tel-Aviv Nézőszám: 200 Játékvezetők: Dzērve, Rutkovskis (LAT) |
| 2015. november 6. 18:15 | 6× 3× 1×       | Jegyzőkönyv | 2× 3×      | Drive in Arena, Tel-Aviv Nézőszám: 200 Játékvezetők: Dzērve, Rutkovskis (LAT) |

| 2015. november 7. 17:00 | Észtország | 25–25       | Grúzia      | Drive in Arena, Tel-Aviv Nézőszám: 100 Játékvezetők: Dzērve, Rutkovskis (LAT) |
| 2015. november 7. 17:00 | Rooba 9    | (14–13)     | Chikovani 8 | Drive in Arena, Tel-Aviv Nézőszám: 100 Játékvezetők: Dzērve, Rutkovskis (LAT) |
| 2015. november 7. 17:00 | 5× 3×      | Jegyzőkönyv | 5× 3×       | Drive in Arena, Tel-Aviv Nézőszám: 100 Játékvezetők: Dzērve, Rutkovskis (LAT) |

| 2015. november 7. 19:15 | Portugália | 36–21       | Izrael | Drive in Arena, Tel-Aviv Nézőszám: 2,000 Játékvezetők: Mitrevski, Todorovski (MKD) |
| 2015. november 7. 19:15 | Rocha 9    | (20–11)     | Levy 7 | Drive in Arena, Tel-Aviv Nézőszám: 2,000 Játékvezetők: Mitrevski, Todorovski (MKD) |
| 2015. november 7. 19:15 | 3× 3×      | Jegyzőkönyv | 2× 3×  | Drive in Arena, Tel-Aviv Nézőszám: 2,000 Játékvezetők: Mitrevski, Todorovski (MKD) |

### 5-ös csoport
| #  | Csapat      | M | Gy | D | V | G+  | G–  | Gk  | P |
| -- | ----------- | - | -- | - | - | --- | --- | --- | - |
| 1. | Csehország  | 4 | 3  | 0 | 1 | 128 | 119 | +9  | 6 |
| 2. | Törökország | 4 | 3  | 0 | 1 | 117 | 110 | +7  | 6 |
| 3. | Belgium     | 4 | 0  | 0 | 4 | 116 | 132 | –16 | 0 |

| 2015. november 4. 17:10 | Csehország | 34–32       | Belgium        | Aréna Sparta Podvinný Mlýn, Prága Nézőszám: 1,400 Játékvezetők: Harabagiu, Stănescu (ROU) |
| 2015. november 4. 17:10 | Jícha 9    | (22–18)     | Cauwenberghs 8 | Aréna Sparta Podvinný Mlýn, Prága Nézőszám: 1,400 Játékvezetők: Harabagiu, Stănescu (ROU) |
| 2015. november 4. 17:10 | 2× 3×      | Jegyzőkönyv | 2× 3×          | Aréna Sparta Podvinný Mlýn, Prága Nézőszám: 1,400 Játékvezetők: Harabagiu, Stănescu (ROU) |

| 2015. november 7. 20:00 | Belgium      | 32–36       | Csehország | Lange Munte, Kortrijk Nézőszám: 2,300 Játékvezetők: Martins, Martins (POR) |
| 2015. november 7. 20:00 | T. Bolaers 7 | (15–16)     | Jícha 10   | Lange Munte, Kortrijk Nézőszám: 2,300 Játékvezetők: Martins, Martins (POR) |
| 2015. november 7. 20:00 | 4× 3×        | Jegyzőkönyv | 6× 3×      | Lange Munte, Kortrijk Nézőszám: 2,300 Játékvezetők: Martins, Martins (POR) |

| 2016. január 6. 20:00 | Belgium    | 24–31       | Törökország | Lange Munte, Kortrijk Nézőszám: 1,137 Játékvezetők: Mitrevski, Todorovski (MKD) |
| 2016. január 6. 20:00 | Kedziora 8 | (10–14)     | Döne 10     | Lange Munte, Kortrijk Nézőszám: 1,137 Játékvezetők: Mitrevski, Todorovski (MKD) |
| 2016. január 6. 20:00 | 3× 3×      | Jegyzőkönyv | 5× 3× 1×    | Lange Munte, Kortrijk Nézőszám: 1,137 Játékvezetők: Mitrevski, Todorovski (MKD) |

| 2016. január 10. 16:00 | Törökország | 31–28       | Belgium    | THF Sport Hall, Ankara Nézőszám: 650 Játékvezetők: Kouz, Zhoba (UKR) |
| 2016. január 10. 16:00 | Döne 8      | (16–12)     | Kedziora 6 | THF Sport Hall, Ankara Nézőszám: 650 Játékvezetők: Kouz, Zhoba (UKR) |
| 2016. január 10. 16:00 | 7× 3× 1×    | Jegyzőkönyv | 5× 2×      | THF Sport Hall, Ankara Nézőszám: 650 Játékvezetők: Kouz, Zhoba (UKR) |

| 2016. január 13. 19:00 | Törökország      | 27–24       | Csehország | THF Sport Hall, Ankara Nézőszám: 650 Játékvezetők: Konjicanin, Konjicanin (BIH) |
| 2016. január 13. 19:00 | Ersin, Özbahar 6 | (15–13)     | Hrstka 7   | THF Sport Hall, Ankara Nézőszám: 650 Játékvezetők: Konjicanin, Konjicanin (BIH) |
| 2016. január 13. 19:00 | 3× 3×            | Jegyzőkönyv | 2× 3×      | THF Sport Hall, Ankara Nézőszám: 650 Játékvezetők: Konjicanin, Konjicanin (BIH) |

| 2016. január 16. 18:30 | Csehország | 34–28       | Törökország | Euronicshala Zlín, Zsolna Nézőszám: 2,000 Játékvezetők: Leszczynski, Piechota (POL) |
| 2016. január 16. 18:30 | Hrstka 8   | (17–16)     | Döne 11     | Euronicshala Zlín, Zsolna Nézőszám: 2,000 Játékvezetők: Leszczynski, Piechota (POL) |
| 2016. január 16. 18:30 | 5× 3× 1×   | Jegyzőkönyv | 9× 3× 2×    | Euronicshala Zlín, Zsolna Nézőszám: 2,000 Játékvezetők: Leszczynski, Piechota (POL) |

### 6-os csoport
| #  | Csapat    | M | Gy | D | V | G+  | G–  | Gk  | P |
| -- | --------- | - | -- | - | - | --- | --- | --- | - |
| 1. | Hollandia | 6 | 4  | 0 | 2 | 118 | 92  | +26 | 8 |
| 2. | Svájc     | 4 | 2  | 0 | 2 | 108 | 99  | +9  | 4 |
| 3. | Luxemburg | 4 | 0  | 0 | 4 | 91  | 126 | –35 | 0 |

| 2015. november 4. 19:30 | Hollandia | 26–20       | Luxemburg | Topsportcentrum Almere, Almere Nézőszám: 1,000 Játékvezetők: Jerlecki, Łabuń (POL) |
| 2015. november 4. 19:30 | Schagen 5 | (15–9)      | Bock 7    | Topsportcentrum Almere, Almere Nézőszám: 1,000 Játékvezetők: Jerlecki, Łabuń (POL) |
| 2015. november 4. 19:30 | 5× 3×     | Jegyzőkönyv | 3× 3×     | Topsportcentrum Almere, Almere Nézőszám: 1,000 Játékvezetők: Jerlecki, Łabuń (POL) |

| 2015. november 7. 19:00 | Luxemburg | 30–34       | Hollandia                | Centre Sportif de Differdange, Differdange Nézőszám: 720 Játékvezetők: Bolic, Hurich (AUT) |
| 2015. november 7. 19:00 | Müller 10 | (13–19)     | Boomhouwer, Van Olphen 5 | Centre Sportif de Differdange, Differdange Nézőszám: 720 Játékvezetők: Bolic, Hurich (AUT) |
| 2015. november 7. 19:00 | 2× 3×     | Jegyzőkönyv | 3× 2×                    | Centre Sportif de Differdange, Differdange Nézőszám: 720 Játékvezetők: Bolic, Hurich (AUT) |

| 2016. január 6. 19:30 | Luxemburg | 24–31       | Svájc     | d'Coque, Luxembourg City Nézőszám: 650 Játékvezetők: Simone, Monitillo (ITA) |
| 2016. január 6. 19:30 | Müller 6  | (8–17)      | Liniger 5 | d'Coque, Luxembourg City Nézőszám: 650 Játékvezetők: Simone, Monitillo (ITA) |
| 2016. január 6. 19:30 | 2× 3×     | Jegyzőkönyv | 3× 3×     | d'Coque, Luxembourg City Nézőszám: 650 Játékvezetők: Simone, Monitillo (ITA) |

| 2016. január 9. 19:00 | Svájc    | 30–18       | Luxemburg       | Schachenhalle, Aarau Nézőszám: 2,000 Játékvezetők: Mykolaitis, Šniurevičius (LTU) |
| 2016. január 9. 19:00 | Schmid 7 | (14–9)      | Müller, Wirtz 4 | Schachenhalle, Aarau Nézőszám: 2,000 Játékvezetők: Mykolaitis, Šniurevičius (LTU) |
| 2016. január 9. 19:00 | 5× 3×    | Jegyzőkönyv | 3× 2×           | Schachenhalle, Aarau Nézőszám: 2,000 Játékvezetők: Mykolaitis, Šniurevičius (LTU) |

| 2016. január 13. 20:00 | Svájc    | 21–24       | Hollandia | Schachenhalle, Aarau Nézőszám: 2,200 Játékvezetők: Caçador, Nicolau (POR) |
| 2016. január 13. 20:00 | Schmid 7 | (14–13)     | Baart 5   | Schachenhalle, Aarau Nézőszám: 2,200 Játékvezetők: Caçador, Nicolau (POR) |
| 2016. január 13. 20:00 | 2× 3×    | Jegyzőkönyv | 5× 3×     | Schachenhalle, Aarau Nézőszám: 2,200 Játékvezetők: Caçador, Nicolau (POR) |

| 2016. január 17. 14:00 | Hollandia | 34–21       | Svájc   | Fitland XL, Sittard Nézőszám: 1,800 Játékvezetők: Kaveshnikov, Plotnikov (RUS) |
| 2016. január 17. 14:00 | Baart 6   | (18–9)      | Raemy 4 | Fitland XL, Sittard Nézőszám: 1,800 Játékvezetők: Kaveshnikov, Plotnikov (RUS) |
| 2016. január 17. 14:00 | 2× 3× 1×  | Jegyzőkönyv | 3× 2×   | Fitland XL, Sittard Nézőszám: 1,800 Játékvezetők: Kaveshnikov, Plotnikov (RUS) |

## Második kör
Az első körből továbbjutó csapathoz itt csatlakozott a 2016-os Európa-bajnokság utolsó 12 helyen végzett csapata. A 18 csapatot 9 párba sororlták, és a párharcok győztesei kvalifikálják magukat a világbajnokságra.

### Sorsolás
A második kör sorsolását 2015 január 31-én tartották Krakkóban. A csapatokat két kalapba sorolták, az elsőbe kerültek a kiemeltek.
| Kiemeltek | Nem kiemeltek |
| --- | --- |
| - Fehéroroszország - Dánia - Magyarország - Izland - Macedónia - Norvégia - Lengyelország - Oroszország - Svédország | - Ausztria - Bosznia-Hercegovina - Csehország - Lettország - Montenegró - Hollandia - Portugália - Szerbia - Szlovénia |

### Mérkőzések
Az első mérkőzéseket 2016. június 7-9. között rendezték, a visszavágókat pedig 2016. június 14-16 között.
| 1. csapat        | Össz. | 2. csapat           | 1. mérk. | 2. mérk. |
| ---------------- | ----- | ------------------- | -------- | -------- |
| Svédország       | 54–46 | Bosznia-Hercegovina | 27–19    | 27–27    |
| Csehország       | 55–56 | Macedónia           | 28–22    | 27–34    |
| Lengyelország    | 51–46 | Hollandia           | 27–21    | 24–25    |
| Oroszország      | 58–41 | Montenegró          | 29–22    | 29–19    |
| Szerbia          | 50–56 | Magyarország        | 25–26    | 25–30    |
| Izland           | 46–44 | Portugália          | 26–23    | 20–21    |
| Szlovénia        | 51–47 | Norvégia            | 24–18    | 27–29    |
| Fehéroroszország | 52–52 | Lettország          | 26–24    | 26–28    |
| Dánia            | 58–47 | Ausztria            | 35–27    | 23–20    |

| 2016. június 12. 13:30 | Svédország  | 27–19 | Bosznia-Hercegovina | Vida Arena, Växjö Játékvezetők: Santos, Fonseca (POR) |
| 2016. június 12. 13:30 | (12–9)      |       |                     | Vida Arena, Växjö Játékvezetők: Santos, Fonseca (POR) |
| 2016. június 12. 13:30 | Jegyzőkönyv |       |                     | Vida Arena, Växjö Játékvezetők: Santos, Fonseca (POR) |

| 2016. június 15. 20:15 | Bosznia-Hercegovina | 27–27 | Svédország | Juan Antonio Samaranch Olympic Hall, Szarajevo Játékvezetők: Gatelis, Mažeika (LTU) |
| 2016. június 15. 20:15 |                     |       |            | Juan Antonio Samaranch Olympic Hall, Szarajevo Játékvezetők: Gatelis, Mažeika (LTU) |
| 2016. június 15. 20:15 | Jegyzőkönyv         |       |            | Juan Antonio Samaranch Olympic Hall, Szarajevo Játékvezetők: Gatelis, Mažeika (LTU) |

| 2016. június 11. 12:30 | Csehország | 28–22       | Macedónia    | Sportovní hala Euronics Zlín, Zlín Nézőszám: 2000 Játékvezetők: Sondors, Līcis (LAT) |
| 2016. június 11. 12:30 | Zdráhala 6 | (14–10)     | K. Lazarov 8 | Sportovní hala Euronics Zlín, Zlín Nézőszám: 2000 Játékvezetők: Sondors, Līcis (LAT) |
| 2016. június 11. 12:30 | 4× 3×      | Jegyzőkönyv | 4× 2×        | Sportovní hala Euronics Zlín, Zlín Nézőszám: 2000 Játékvezetők: Sondors, Līcis (LAT) |

| 2016. június 15. 20:00 | Macedónia   | 34–27 | Csehország | Boris Trajkovski Sports Center, Szkopje Játékvezetők: Stark, Ştefan (ROU) |
| 2016. június 15. 20:00 |             |       |            | Boris Trajkovski Sports Center, Szkopje Játékvezetők: Stark, Ştefan (ROU) |
| 2016. június 15. 20:00 | Jegyzőkönyv |       |            | Boris Trajkovski Sports Center, Szkopje Játékvezetők: Stark, Ştefan (ROU) |

| 2016. június 11. 20:00 | Lengyelország | 27–21       | Hollandia | Spodek, Katowice Nézőszám: 6000 Játékvezetők: Krstič, Ljubič (SLO) |
| 2016. június 11. 20:00 | Krajewski 5   | (11–9)      | Steins 6  | Spodek, Katowice Nézőszám: 6000 Játékvezetők: Krstič, Ljubič (SLO) |
| 2016. június 11. 20:00 | 5× 2×         | Jegyzőkönyv | 5× 3×     | Spodek, Katowice Nézőszám: 6000 Játékvezetők: Krstič, Ljubič (SLO) |

| 2016. június 15. 19:30 | Hollandia   | 25–24 | Lengyelország | Fitland XL, Sittard Játékvezetők: Johansson, Kliko (SWE) |
| 2016. június 15. 19:30 |             |       |               | Fitland XL, Sittard Játékvezetők: Johansson, Kliko (SWE) |
| 2016. június 15. 19:30 | Jegyzőkönyv |       |               | Fitland XL, Sittard Játékvezetők: Johansson, Kliko (SWE) |

| 2016. június 12. 15:00 | Oroszország | 29–22 | Montenegró | Dynamo Sports Palace, Moszkva Játékvezetők: Dobrovits, Tájok (HUN) |
| 2016. június 12. 15:00 | (13–9)      |       |            | Dynamo Sports Palace, Moszkva Játékvezetők: Dobrovits, Tájok (HUN) |
| 2016. június 12. 15:00 | Jegyzőkönyv |       |            | Dynamo Sports Palace, Moszkva Játékvezetők: Dobrovits, Tájok (HUN) |

| 2016. június 15. 18:00 | Montenegró  | 19–29 | Oroszország | SC Topolica, Bar Játékvezetők: Baďura, Ondogrecula (SVK) |
| 2016. június 15. 18:00 |             |       |             | SC Topolica, Bar Játékvezetők: Baďura, Ondogrecula (SVK) |
| 2016. június 15. 18:00 | Jegyzőkönyv |       |             | SC Topolica, Bar Játékvezetők: Baďura, Ondogrecula (SVK) |

| 2016. június 10. 18:00 | Szerbia    | 25–26       | Magyarország  | Kraljevo Sports Hall, Kraljevo Nézőszám: 1300 Játékvezetők: Hansen, Pettersen (NOR) |
| 2016. június 10. 18:00 | Nenadić 10 | (8–13)      | Iváncsik T. 6 | Kraljevo Sports Hall, Kraljevo Nézőszám: 1300 Játékvezetők: Hansen, Pettersen (NOR) |
| 2016. június 10. 18:00 | 2× 3×      | Jegyzőkönyv | 5× 3× 1×      | Kraljevo Sports Hall, Kraljevo Nézőszám: 1300 Játékvezetők: Hansen, Pettersen (NOR) |

| 2016. június 15. 20:00 | Magyarország | 30–25 | Szerbia | Veszprém Aréna, Veszprém Játékvezetők: Gousko, Repkin (BLR) |
| 2016. június 15. 20:00 | (17–12)      |       |         | Veszprém Aréna, Veszprém Játékvezetők: Gousko, Repkin (BLR) |
| 2016. június 15. 20:00 | Jegyzőkönyv  |       |         | Veszprém Aréna, Veszprém Játékvezetők: Gousko, Repkin (BLR) |

| 2016. június 12. 17:00 | Izland      | 26–23 | Portugália | Laugardalshöll, Reykjavík Játékvezetők: Nikolov, Nachevski (MKD) |
| 2016. június 12. 17:00 | (13–10)     |       |            | Laugardalshöll, Reykjavík Játékvezetők: Nikolov, Nachevski (MKD) |
| 2016. június 12. 17:00 | Jegyzőkönyv |       |            | Laugardalshöll, Reykjavík Játékvezetők: Nikolov, Nachevski (MKD) |

| 2016. június 16. 21:00 | Portugália | 21–20       | Izland    | Dragão Caixa, Porto Nézőszám: 2225 Játékvezetők: Horáček, Novotný (CZE) |
| 2016. június 16. 21:00 | Duarte 5   | (10–7)      | Kárason 4 | Dragão Caixa, Porto Nézőszám: 2225 Játékvezetők: Horáček, Novotný (CZE) |
| 2016. június 16. 21:00 | 5× 3×      | Jegyzőkönyv | 4× 2×     | Dragão Caixa, Porto Nézőszám: 2225 Játékvezetők: Horáček, Novotný (CZE) |

| 2016. június 11. 15:00 | Szlovénia | 24–18       | Norvégia   | Zlatorog Arena, Celje Nézőszám: 3490 Játékvezetők: Brunovský, Čanda (SVK) |
| 2016. június 11. 15:00 | Janc 6    | (10–8)      | Bjørnsen 5 | Zlatorog Arena, Celje Nézőszám: 3490 Játékvezetők: Brunovský, Čanda (SVK) |
| 2016. június 11. 15:00 | 5× 3×     | Jegyzőkönyv | 8× 1×      | Zlatorog Arena, Celje Nézőszám: 3490 Játékvezetők: Brunovský, Čanda (SVK) |

| 2016. június 15. 19:00 | Norvégia    | 29–27 | Szlovénia | DNB Arena, Stavanger Játékvezetők: Geipel, Helbig (GER) |
| 2016. június 15. 19:00 |             |       |           | DNB Arena, Stavanger Játékvezetők: Geipel, Helbig (GER) |
| 2016. június 15. 19:00 | Jegyzőkönyv |       |           | DNB Arena, Stavanger Játékvezetők: Geipel, Helbig (GER) |

| 2016. június 12. 17:00 | Fehéroroszország | 26–24 | Lettország | Minsk Sports Palace, Minszk Játékvezetők: Gubica, Milošević (CRO) |
| 2016. június 12. 17:00 | (13–13)          |       |            | Minsk Sports Palace, Minszk Játékvezetők: Gubica, Milošević (CRO) |
| 2016. június 12. 17:00 | Jegyzőkönyv      |       |            | Minsk Sports Palace, Minszk Játékvezetők: Gubica, Milošević (CRO) |

| 2016. június 15. 19:35 | Lettország  | 28–26 | Fehéroroszország | Vidzemes Olympic Centre, Valmiera Játékvezetők: Gjeding, Hansen (DEN) |
| 2016. június 15. 19:35 |             |       |                  | Vidzemes Olympic Centre, Valmiera Játékvezetők: Gjeding, Hansen (DEN) |
| 2016. június 15. 19:35 | Jegyzőkönyv |       |                  | Vidzemes Olympic Centre, Valmiera Játékvezetők: Gjeding, Hansen (DEN) |

| 2016. június 12. 20:15 | Dánia       | 35–27 | Ausztria | Arena Fyn, Odense Játékvezetők: Dinu, Din (ROU) |
| 2016. június 12. 20:15 | (15–12)     |       |          | Arena Fyn, Odense Játékvezetők: Dinu, Din (ROU) |
| 2016. június 12. 20:15 | Jegyzőkönyv |       |          | Arena Fyn, Odense Játékvezetők: Dinu, Din (ROU) |

| 2016. június 15. 20:25 | Ausztria    | 20–23 | Dánia | Albert Schultz Eishalle, Bécs Játékvezetők: Lopéz, Ramírez (ESP) |
| 2016. június 15. 20:25 |             |       |       | Albert Schultz Eishalle, Bécs Játékvezetők: Lopéz, Ramírez (ESP) |
| 2016. június 15. 20:25 | Jegyzőkönyv |       |       | Albert Schultz Eishalle, Bécs Játékvezetők: Lopéz, Ramírez (ESP) |